# Стретч Армстронг
Стретч Армстронг (англ. Stretch Armstrong) — коллекция игрушек с гелеобразным наполнителем. Игрушки впервые были выпущены в США в 1976 году. Фигурки обладают способностью растягиваться в 4—6 раз, а затем принимают свою первоначальную форму.
Идея создания игрушек Stretch Armstrong принадлежит промышленному дизайнеру компании Kenner Джесси Д. Горовицу, которого с энтузиазмом поддержал вице-президент и руководитель департамента R&D Джеймс Кун и одобрил концепцию для производства.
Сначала, как его называли, «растягивающийся человек» был задуман в двух образах: борец сумо и атлетический спортсмен-блондин. Борец получился слишком громоздким и крупным, так что технологом компании Kenner Ричардом Добеком был выпущен только образец мускулистого спортсмена. Главная его проблема состояла в том, что функция растягивания игрушек обеспечивалась внутренними пружинами, которые были слишком сложными для вставки в игрушку, неудобными и тугими, а также прорывали латексную кожу фигурок.
Тогда Джеймс Кун, будучи инженером-химиком, занялся разработкой наполнителя игрушки в виде жидкого сахара. В основу был взят кукурузный сироп, абсолютно безопасный для детей, его долго отваривали до получения необходимой вязкости и консистенции. В итоге задумка оказалось успешной, а Кун и Горовиц представили свою концепцию Берни Лумису, президенту компании Kenner, который высоко оценил идею. С этого момента началось массовое производство игрушки.
Начиная с 1976 года большинство игрушек коллекции Stretch Armstrong изготавливаются из латексного каучука и содержат внутри себя гелеобразный сироп глюкозы, за исключением версии Vac-Man, который был наполнен полиэтиленовыми шариками и оснащён специальным насосом в голове. После удаления воздуха игрушка способна принимать и удерживать любую форму.
В 2016 году произошел мировой перезапуск бренда, в 2017 году на мультимедийном канале Netflix стартовал мультсериал Stretch Armstrong, созданный компанией Hasbro Studios. В этом же году игрушки Stretch Armstrong вошли в Dream Toys List, список самых желанных рождественских подарков по версии журнала Telegraph. Кроме того, Stretch Armstrong вошел в рейтинг топ-100 самых популярных и оригинальных игрушек XX века по версии журнала Time.